# Fuentes de Béjar
Fuentes de Béjar is een gemeente in de Spaanse provincie Salamanca in de regio Castilië en León met een oppervlakte van 14,47 km². Fuentes de Béjar telt 250 inwoners (1 januari 2016).

## Demografische ontwikkeling
Bron: INE, 1857-2011: volkstellingen
Opm.: Tussen 1974 en 1982 behoorde Fuentes de Béjar tot de gemeente Guijuelo